# Doorfietsroute Veenendaal - Utrecht
De doorfietsroute Veenendaal-Utrecht is een geplande doorfietsroute in de provincie Utrecht. De route zal Veenendaal verbinden met Utrecht Science Park (de Uithof) via Amerongen, Leersum, Doorn, Driebergen-Rijsenburg Odijk en Bunnik. 
Op de doorfietsroute krijgen fietsers vaker voorrang en gaan de verkeerslichten op de route eerder op groen. Ook worden obstakels verwijderd en worden fietspaden en fietsstroken verbreed en in asfalt of beton uitgevoerd. Het doel is om voor langere afstanden en voor woon-werkverkeer de fiets aantrekkelijker te maken.
De provincie heeft de ambitie om dé fietsregio van Europa te worden. Daarom schreef de provincie in december 2019 de prijsvraag 'Het Fietspad van de Toekomst' uit voor ideeën voor de toekomst van het fietspad om fietsen aantrekkelijker te maken. In maart 2020 vond de prijsuitreiking plaats en de winnende ideeën worden op een gedeelte van de geplande doorfietsroute, het tracé langs de N225 tussen Doorn en Leersum, uitgetest.
Een andere geplande doorfietsroute van Veenendaal naar Amersfoort werd afgelast vanwege een financieel tekort bij de gemeente Woudenberg.
De intentieovereenkomst tussen de provincie en de gemeentes Utrecht, Bunnik, Zeist, Utrechtse Heuvelrug, Rhenen en Veenendaal werd op 15 juli 2019 getekend. In maart 2024 werd gestart met de werkzaamheden.